# アイギナのパウロス

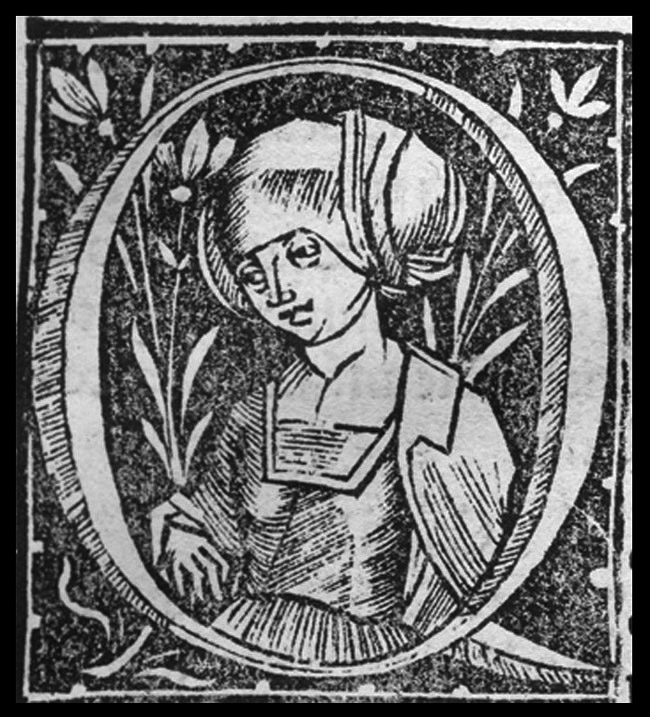
16 世紀の印刷本の飾り頭文字。

アイギナのパウロス（古代ギリシア語: Παῦλος Αἰγινήτης, Paulos Aiginētēs; ラテン語: Paulus Aegineta; アイギナ島、625年ごろ – 690年ごろ）は、7世紀ビザンツのギリシア人医師。医学の百科事典『医学綱要七巻』(Medical Compendium in Seven Books) の著作で知られ、「初期医学著作の父」とみなされている。ビザンツ帝国においては長いあいだ、彼の著作は西方の医学知識のすべてを含んでおり、その正確さと完全さにおいて比肩するものがなかった。

## 生涯
彼の生涯については、アイギナ島で生まれ、アレクサンドリアを始めとして多くの場所を旅したということ以外なにも知られていない。彼はときに「医賢」(Iatrosophistes) や「巡行医師」(Periodeutes) と呼ばれる。これは専門職の実践をしながら土地から土地へ旅する医師を意味している。彼の生きた正確な年代については知られていない。しかし彼はトラッレイスのアレクサンドロスを引用しており、また彼自身はヤフヤー・ブン・サラフィユーン（大セラピオン）によって引用されているところから、彼を7世紀後半に位置づけたアブ・ル゠ファラジは正しそうである。

## 著作
スーダによれば彼はいくつかの医学書を著したということで、それらのうちで主著たる1点がいまに伝存している。正確なタイトルはついていないが、ふつう『医学綱要七巻』(Medical Compendium in Seven Books, ギリシア語: Ἐπιτομῆς Ἰατρικῆς βιβλία ἑπτά, Epitomēs īātrikēs biblia hepta) と呼びならわされている。この書は主としてそれ以前の著作家たちの編纂物である。じっさいそのギリシア語の書題はそれが医学のエピトメー（綱要、摘要）であることを主張している。
ウィリアム・アレクサンダー・グリーンヒル (William Alexander Greenhill) の書くところでは、イスラム世界におけるアイギナのパウロスの評判はきわめて大であったようである。彼はとりわけ産婆たちによって参照されていたと言われ、そこから彼は「産科医」を意味する Al-kawabeli という名を得ている。アラビアの著作家たちによれば、彼は『婦人病について』(De Mulierum Morbis) と、さらにまた『小児の生存率と世話について』(De Puerulorum Vivendi Ratione atque Curatione) という書を書いたといわれる。彼の大著はフナイン・ブン・イスハークによってアラビア語に翻訳された。
とりわけ外科に関する第6巻は、ヨーロッパとアラビア世界で中世を通して参照され、外科学の歴史にとって格別の興味あるものである。全巻のギリシア語原典はヴェネツィアで1528年に、それからべつの版がバーゼルで1538年に出版された。いくつかのラテン語訳も刊行された。最初の完全な英訳はフランシス・アダムズにより1834年になされた。
この書において彼は、現代の手法に似たヘルニアの治療手術を描写して次のように書いている：「腫瘍を横切るように指3本分の幅で鼠径部まで切開し、膜と脂肪を除去したのち、腹膜を中央に露出させ、そこを一点まで持ち上げ、探針のつまみを当てて腸を深く押しこむ。そして、探針のつまみの両側にできた腹膜の隆起を縫合糸でつなぎあわせ、腹膜を切ったり精巣を摘出したりといったことは何もせずに探針を抜きとり、生傷に用いる塗布剤で傷を治す」。

## 栄誉
1753年に植物学者カール・リンネは、ハマウツボ科に属す被子植物でもっぱら熱帯アジアに自生するナンバンギセル属 (Aeginetia) を発表した。これはアイギナのパウロスを記念した命名であった。

## 関連図書
- Aegineta, Paulus (1844). Adams, Francis. ed. The seven books of Paulus Ægineta (in 3 volumes). 1 (Second ed.). Printed for the Sydenham Society (Paulus (Aegineta0 (1844). The Seven Books of Paulus Ægineta)
- Aegineta, Paulus (1846). Adams, Francis. ed. The seven books of Paulus Ægineta. 2 (Second ed.). Printed for the Sydenham Society (Paulus (Aegineta); Adams, Francis (1846). The Seven Books of Paulus Ægineta)
- Aegineta, Paulus (1847). Adams, Francis. ed. The seven books of Paulus Ægineta. 3 (Second ed.). Printed for the Sydenham Society (Paulus, Aegineta (1847). The Seven Books of Paulus Aegineta: Translated from the Greek. With a Commentary Embracing a Complete View of the Knowledge Possessed by the Greeks, Romans, and Arabians on All Subjects Connected with Medicine and Surgery by Francis Adams. III)
- Heiberg: “Heiberg's CMG' Greek text (Index entry IX)”.   The Berlin-Brandenburg Academy of Sciences and Humanities (1921–1924). 2012年5月20日閲覧。
- "Islamic Medical Manuscripts at the National Library of Medicine: Bio-Bibliographies: Paul of Aegina". U.S. National Library of Medicine.